# Loxaspilates punctigera
Loxaspilates punctigera là một loài bướm đêm trong họ Geometridae.